# Howard Stark (Marvel Comics)
Howard Stark é um personagem americano de quadrinhos que aparece em revistas publicadas pela Marvel Comics, geralmente como um personagem de fundo em histórias do seu filho Tony Stark. Ele é o fundador das Indústrias Stark. O personagem foi criado pelo escritor-editor Archie Goodwin e projetado pelo artista Don Heck. Ele fez sua primeira aparição em Iron Man # 28 (1 de agosto de 1970).
Descrito como um cientista brilhante e empresário cruel, Howard Stark trabalhou ao lado de seu pai em vários projetos, e mais tarde fundou as Indústrias Stark. Howard era um prodígio inventivo da engenharia mecânica, criando constantemente uma tecnologia nova e procurando maneiras de melhora-la. Ele projetou e construiu armamento e dispositivos que revolucionaram o mundo industrial, como várias tecnologias usadas pela S.H.I.E.L.D. e seus aliados. Howard mais tarde ele se casou com sua esposa, e eles tiveram seu filho Tony. A relação de Howard com Tony era difícil, no entanto, Howard raramente expressava afeição pelo menino. A principal fraqueza de Howard era seu grave caso de alcoolismo, um problema que o próprio Tony herdaria. Nos quadrinhos, Howard e sua esposa morreram em um acidente de carro, como resultado de freios defeituosos organizados por qualquer uma das concorrentes de sua empresa; Republic Oil & Gas ou V-Battalion. A morte de Howard inspirou seu filho a levar os negócios e a engenharia seriamente como Homem de Ferro.
Ao longo da história da publicação do personagem, Howard Stark foi destaque em várias encarnações da série de quadrinhos. Ele também foi adaptado para vários programas de TV e filmes. Ao longo do Universo Cinematográfico da Marvel, o personagem foi retratado por Dominic Cooper e John Slattery.

## Biografia do Personagem
O filho do Sr. Howard Stark, Howard Stark nasceu em Richford, Nova York. Um inventor ávido e genial desde pequeno, ele foi um cientista brilhante ao longo de sua vida. Ele e seu pai trabalharam em vários projetos e, mais tarde; fundaram a Indústrias Stark. Ao longo de sua jovem idade adulta, Stark trabalhou em vários projetos governamentais que remontam à I Guerra Mundial e à era da Segunda Guerra Mundial, como o projeto do Capitão América na Primeira Guerra Mundial com John Crowe Ransom, que chegou ao fim durante a Segunda Guerra Mundial; O Projeto Manhattan na Segunda Guerra Mundial; e os robôs "Arsenal", escondidos no subsolo de sua mansão. Durante a década de 1950, Stark foi um agente da organização de ciência secreta conhecida como Shield, em parceria com Nathaniel Richards.
Stark casou-se com Maria Collins Carbonell e juntos tiveram um filho, Arno; e logo depois adotaram um outro, Anthony "Tony" Stark. Ele sempre incentivou Tony para ser o melhor, dizendo-lhe que alguém deve ser como um "ferro em sua espinha dorsal" para ser bem sucedido. Por trás de sua fachada heróica, no entanto, ele era um alcoólatra que tinha um relacionamento tenso com seu filho. Howard era capaz de devoção e respeito pelas máquinas, mas parecia ter pouco ou nenhum interesse em relação ao filho. Devido a seu poder como um homem de negócios, foi oferecido a Howard uma vaga exclusiva a sociedade Clube do Inferno, mas Stark parecia desinteressado em qualquer outra coisa que os partidos luxuosos do clube jogavam. Acredita-se que Howard também era um membro do V-Batalhão. Foi apontado pelo Caveira Vermelha (Johann Schmidt), e espalham-se boatos dele ter encontrado O Vigia, Uatu. Stark também impediu Obadiah Stane de assumir o controle da Indústrias Stark pelo menos uma vez.
Nos  Idos de Março, Howard e Maria foram mortos em um acidente de carro. Foi sugerido que o incidente não foi aleatório e possivelmente organizado pelo V-Batalhão, mas isso nunca foi confirmado. Indicações anteriores informaram que o acidente foi causado pela República do Petróleo, mas isso também não confirmado. Tony dirigiu a companhia de seu pai, começou uma instituição de caridade em nome de sua mãe, e mais tarde se tornou o Homem de Ferro.
Quando o Homem de Ferro foi brevemente preso no inferno pelo Doutor Destino, ele enfrentou o que parecia ser Howard Stark como um dos tormentos de Mephisto. O espírito "usava" uma versão demoníaca da armadura do Homem de Ferro e provocava-o sobre suas fraquezas emocionais. O Homem de Ferro rejeitou a realidade do espírito quando afirmou que ele tinha sido uma decepção para sua mãe, bem como quaisquer problemas que tinha com seu pai, e ele sabia que sua mãe o amava incondicionalmente.
Durante a história Pecado Original, um flashback revelou que Howard Stark conheceu Nick Fury após a morte de Woody McCord durante a luta contra os Tribellians. Howard decidiu mostrar a Fury o trabalho que Woody McCord estava fazendo como defensor da Terra, neutralizando qualquer ameaça em potencial para o planeta, e lhe ofereceu o trabalho de Woody. Fury aceitou e durante os próximos anos lutaria secretamente contra ameaças sobre-humanas de alienígenas, monstros subterrâneos e seres extra-dimensionais; e aqueles tinham sido os cadáveres que diferentes partes haviam encontrado.

## Outras Versões

### Dinastia M
Na realidade alternativa vista na história de 2005 "Dinastia M", Howard Stark estava vivo, enquanto que o paradeiro de Maria Stark era desconhecido. Howard transferiu o controle da empresa para Tony Stark quando este completou dezesseis anos. Embora oficialmente listado como aposentado, ele trabalhou com Tony para construir uma armadura capaz de assumir as Sentinelas e os poderosos mutantes durante o conflito.
Howard e o filho Tony começaram a trabalhar em Sentinelas com Forge e Henry McCoy depois de lhes terem sido oferecidos um contrato exclusivo. Eles planejaram incorporar um "Projeto Visão", embora houvesse problemas com o esquema de controle. Os dois também competiram no popular programa de televisão 'Sapien Deathmatch'.
Quando Tony investigou um grupo de resistência como Homem de Ferro, Sentinelas atacaram. Um deles, controlado remotamente por Howard Stark, repreendeu-o por se envolver. Howard estava secretamente planejando contra Magneto com a ajuda de Hank Pym.
Uma "Bomba de Genoma" foi descoberta no local por Tony como Homem de Ferro e a Dinastia foi notificada. Howard tinha programado os Visões e as Sentinelas para servi-lo. Ele disse que tudo isso fazia parte de um plano para fazer com que os mutantes respeitassem Tony por salvá-los. Tony usaria isso como uma chance de atacar diretamente Magneto. Tony se recusou a seguir adiante. Magneto de repente apareceu e pessoalmente lidou com Howard, matando-o.

### Universo Ultimate
A versão Ultimate Marvel de Howard Stark é mostrada lidando com sua segunda esposa Maria Cerrera (uma cientista brilhante) sofrendo de um acidente genético enquanto ela estava grávida. Depois que Maria morreu durante o parto, Howard usa uma armadura biológica recém-inventada para salvar a vida de seu filho Antonio "Tony" Stark. Alguns anos mais tarde, seu rival de negócios Zebediah Stane sequestra e tortura Tony para tentar aprender a fabricar a bio-armadura para seu próprio ganho pessoal. Não muito tempo depois, Howard chega com uma equipe da SWAT e prende Zebediah. Após o incidente, uma versão transparente da armadura é desenvolvida, e Tony começa a frequentar uma escola preparatória. Isso leva Tony desenvolver um protótipo de armadura de poder e fazendo amizade com seu companheiro estudante James Rhodes.
Depois de descobrir que os valentões foram ordenados por um indivíduo desconhecido para matar Tony, Howard decide matricular seu filho Tony, Rhodes e Nifara no Edifício Baxter, onde Obadiah Stane (filho de Zebediah Stane) também foi matriculado. Pouco depois de sua chegada, Tony e Howard testemunham Obadiah assassinando um casal de estudantes e fazendo parecer um acidente. Howard vê Tony fazendo sua primeira armadura do Homem de Ferro com a intenção de punir Obadiah.
Algum tempo depois, Howard foi preso com base em evidências plantadas (por Obadiah) pelo assassinato de Zebediah. Enquanto o Stark mais velho foi injustamente preso pelo assassinato de Zebediah, seu filho adolescente é forçado a dirigir as Indústrias Stark. Quando Obadiah droga um guarda da prisão com uma "bio-droga hipnotizante", o guarda tenta matar Howard; mas falha. Howard é baleado no processo e acaba na UTI.
Enquanto seu filho Tony está tentando corrigir todos os seus problemas atuais, Howard recupera-se o suficiente para ir para a prisão, mas os guardas enviados para escoltá-lo não foram enviados pelo Departamento de Polícia. Howard luta e escapa. Tony encontra-se com ele e acha que Loni (a primeira esposa de Howard e a mãe de Obadiah) é o mentor nos bastidores e está tentando matá-los. Tony, Rhodes, Nifara, Howard e Obadiah partem para Utah para encontrar Loni. Eles chegam e seu helicóptero explode ferindo Rhodes. Obadiah cai de um penhasco, mas Tony o apanha enquanto os terroristas chegam à cena. Tony foge, mas os segue; e com eles levam Obadiah para Loni Stark e seu esconderijo. Tony invade o complexo e Loni inunda-o com gás venenoso tentando matá-lo, abandonando Obadiah. Tony salva Obadiah, mas Howard e Nifara são levados como reféns por Loni. Depois que Loni mata Nifara, ela confessa a Howard que tudo o que ela sempre quis foi poder, por isso que ela se casou com Howard; se divorciando dele, e se casando com Zebediah, teve Obadiah e depois matou Zebediah.
Tony aparece, e Loni atira no peito de Howard, ameaçando atirar nele novamente se ele não tirar o terno. Tony tira sua armadura de Homem de Ferro, e Loni atira na cabeça, sem saber que seu corpo inteiro é um cérebro e vai curar a si mesmo. Tony luta contra Loni, bate nela; e socorre seu pai. Obadiah, louco por sua mãe o ter abandonado para morrer com gás venenoso, entra no quarto e a mata. Tony, Obadiah e Howard são apanhados pelos federais e vão para casa.
Esta versão retratada na série Ultimate Homem de Ferro foi recontada como um programa de ficção de ficção no universo sobre a vida de Homem de Ferro.
A história real para a versão final de Howard Stark é contada em Ultimate Comics: Homem de Ferro. A versão recontada é sobre o fundador das Indústrias Stark, mas buscando ajuda do conglomerado chinês Mandarin Internacional. Enquanto seu filho Tony Stark está tentando iniciar sua própria empresa, juntamente com a namorada Josie Gardner; Howard tenta continuamente persuadir Tony a tomar o seu lugar como o CEO, o que seu filho eventualmente faz depois da morte de Josie.

### Marvel Noir
Na Marvel Noir a minissérie Homem de Ferro Noir, ambientada na década de 1930, acredita-se que Howard Stark tenha sido morto por agentes nazistas. É finalmente revelado que ele foi submetido a lavagem cerebral química pelos nazistas e se tornou a versão dessa realidade do Barão Zemo. Sob este disfarce, ele constrói máquinas de guerra para os nazistas com base em desenhos originais que ele compartilhou com Tony quando ele era muito jovem. Ele morre quando o Homem de Ferro destrói a aeronave do Barão von Strucker.

## Em Outras Mídias

### Televisão
- Howard Walter Stark aparece na série animada Homem de Ferro, dublado por Neil Ross na primeira temporada e por Peter Renaday na segunda temporada.
- Howard Stark aparece em Iron Man - O Homem de Ferro, interpretado por Fred Henderson. Na série, Howard é supostamente morto no acidente de avião, mas acabou sendo revelado ter sido raptado pelo Mandarim, porque sua empresa tinha descoberto o que supostamente seria um templo chinês em solo americano; que acabou por ser um túmulo para um dos Anéis Makluanos do Mandarim. Stark deveria ajudar o Mandarim a recuperar os outros nove anéis em todo o mundo. Perto do final da série, Stark é encontrado e libertado por seu filho, que ele sabe ser o Homem de Ferro, e prova-se instrumental em frustrar a invasão Makluan da Terra e prender o Mandarim.
- Howard Stark é mencionado em Os Vingadores: Os Super-Heróis mais Poderosos da Terra. No episódio "Living Legend", o Capitão América menciona para o Homem de Ferro que conheceu Howard na Segunda Guerra Mundial.
- Howard Stark aparece brevemente em uma capa de revista, juntamente com Tony Stark e Obadiah Stane na seqüência de introdução da  Marvel Anime: Iron Man.
- Howard Stark aparece em Avengers Assemble, sendo dublado por Stephen Collins. Nesta série, ele tinha construído o Arsenal como sua maior invenção. Em "Thanos Rising", Howard foi visto em uma transmissão de holograma para Tony Stark e Steve Rogers; que também vê. O holograma de Stark afirma que o Arsenal pode absorver qualquer coisa em uma dimensão alternativa com a chance de se autodestruir. É claro que algumas das mensagens de holograma do Stark corromperam ao longo do tempo.
  - Dominic Cooper interpreta Howard Stark no seriado Agente Carter. Na primeira temporada, ele recruta Peggy Carter para ajudá-lo a descobrir quem poderia estar vendendo suas armas no mercado negro, enquanto ele viaja incógnito. Howard também alista seu próprio mordomo Edwin Jarvis para ajudar na missão de Peggy. Peggy e Edwin descobrem que os culpados são a misteriosa organização Leviathan. Sem o conhecimento de Peggy, Jarvis tem mantido secretamente contato com Stark o informado sobre os acontecimentos da missão. Na segunda temporada, Stark ajuda Carter quando se trata da ameaça da Matéria Zero. Também foi revelado que ele era um velho conhecido de Joseph Manfredi.

### Filme
- Howard Stark aparece no filme animado de 2007 direto para vídeo The Invecible Iron Man, dublado por John McCook.
- Em Iron Man: Rise of Technovore, o Homem de Ferro nomeia um satélite depois que seu pai o chama de Howard Satellite.
- Howard Stark aparece nos filmes e series do Universo Cinematográfico da Marvel produzida pela Marvel Studios, interpretado por Dominic Cooper e John Slattery.
  - Gerard Sanders retratou o personagem em uma breve apresentação de memorial com slideshow no início do filme do Homem de Ferro de 2008.
  - Slattery retratou o primeiro personagem no filme do Homem de Ferro 2 de 2010, onde se revela que ele é um dos co-fundadores da S.H.I.E.L.D. . Depois de ter colocado uma mensagem para Tony Stark em um filme, Howard dá a Tony um encerramento em seu relacionamento tenso, proporcionando ao seu filho um diorama da Stark Expo de 1974 para aperfeiçoar o Reator Arc.
  - Cooper retratou uma versão mais jovem no filme Capitão América: O Primeiro Vingador de 2011; mostrando que ele ajudou no Projeto Super Soldado na então Reserva Científica Estratégica. Suas contribuições incluíam fornecer a Steve Rogers um traje e um escudo. Após o avião de guerra da Hydra que Rogers invadiu cair no Oceano Ártico, Stark fez várias tentativas de encontrar Rogers antes de suas expedição o levar ao Tesseract.
  - O filme Capitão América: O Soldado Invernal implicou fortemente que o acidente de carro que matou Stark e sua esposa foi causado por infiltradores na Hydra; que estava dentro da S.H.I.E.L.D. em 16 de Dezembro de 1991. Uma fotografia de Cooper como Stark aparece no filme.
  - Cooper reprisou seu papel de Howard Stark no filme One-Shot da Marvel de mesmo nome. Peggy Carter ajuda Stark na formação da S.H.I.E.L.D.
  - Slattery reprisou seu papel no filme Homem-Formiga de 2015. Em um flashback no final dos anos 1980, ele testemunha a renúncia de  Hank Pym da S.H.I.E.L.D. após descobrir que eles estavam tentando reproduzir as Partículas Pym sem seu consentimento. Enquanto se opunha às ações de Pym, Stark percebeu que Mitchell Carson mereceu o soco de Hank após o comentário inadequado de Mitchell sobre Janet van Dyne.
  - Slattery novamente reprisou o seu papel no filme do Capitão América: Guerra Civil de 2016. Para o clímax do filme, o acidente de carro que causou as mortes de Howard e Maria Stark em 16 de dezembro de 1991 foi mostrado ter sido causado por Bucky Barnes enquanto estava sob o controle da Hydra. É revelado que o Soldado Invernal causou o acidente carro batendo nele e, em seguida; matando o Starks com as mãos após eles sobreviveram ao impacto do acidente. Esta revelação resultou no Homem de Ferro tentando se vingar do ex-Soldado Invernal enquanto o Capitão América tentava impedi-lo de matar seu amigo.

### Video Games
- Howard Stark aparece no jogo Capitão América: Super Soldado, com a voz de Liam O'Brien.
- Howard Stark aparece em Lego Marvel Super Heroes.